# Bayangam
 (janvier 2009).
Si vous disposez d'ouvrages ou d'articles de référence ou si vous connaissez des sites web de qualité traitant du thème abordé ici, merci de compléter l'article en donnant les références utiles à sa vérifiabilité et en les liant à la section « Notes et références ».
Bayangam (Pa' Yogam en langue locale, signifie « ceux qui ont vu les sauterelles »)   est une commune du Cameroun située dans la région de l'Ouest et le département du Koung-Khi, en pays Bamiléké, à 291 km de Douala, 288 km de Yaoundé et 25 km de Bafoussam. C'est également un arrondissement et le siège d'une chefferie traditionnelle de 2e degré.
Les localités voisines sont : Bandjoun au nord, Baham à l'ouest, Batoufam à l'est et Bangou et Bangoua au sud. Ses habitants, les Bayangam, parlent une langue portant le même nom.

## Situation
La localité de Bayangam est située à l'ouest de la route nationale 4 (axe Yaoundé-Bafoussam), à 15 km au sud-est du chef-lieu départemental Bandjoun.
La commune est limitrophe de cinq communes camerounaises.
|        | Pète-Bandjoun | Demdeng   |
| Baham  | Bayangam      | Bangangté |
| Bangou | Bangangté     | Bangangté |

## Population
Lors du recensement de 2005, la commune comptait 13 397 habitants, dont 1 201 pour Bayangam proprement dit.

## Chefferies traditionnelles
L'arrondissement de Bayangam compte 40 chefferies de 3e degré et 3 chefferies traditionnelles de 2e degré reconnues par le ministère de l'administration du territoire et de la décentralisation :
- 618 : Chefferie Bayangam
- 619 : Chefferie Batoufam
- 620 : Chefferie Bandrefam

## Structure administrative de la commune
Outre le groupement Bayangam, la commune comprend les groupements Batoufam et Bandrefam. Ils comprennent les villages suivants :
- Bagonkong
- Bakala
- Batchi
- Batchieu
- Deptse
- Dja'a Touchue
- Djemgang
- Djieuve
- Famla
- Fochip
- Kagougoue
- Kahassé
- Kamkieu
- Kassap
- Kouopou
- Lekoua
- Mbée
- Mbemg
- Nguigang
- Nguiho
- Nkako
- Nke
- Tochom
- Tomghem
- Tomkeu
- Tougoué-Mendjeu
- Tougwé-Mpouh
- Toula ?
- Toula ?
- Tounang
- Tsep
- Tsoungui
- Yenom

André Sohaing, membre du parti au pouvoir, le RDPC, devenu maire en 1997, est réélu à deux reprises en 2002 et en 2007, et le reste jusqu'à son décès en 2015.

## Histoire
Les Bayangam font partie des peuples Bamilékés qui sont issus de plusieurs migrations en provenance du nord et dont l'origine pourrait remonter à l'Égypte Ancienne. Payo' gam signifie "ceux qui ont vu les sauterelles". Les premiers habitants de ce village auraient subi une invasion dévastatrice de ces insectes, épisode après lequel l'appellation antérieure, Gaintse, est remplacée par celle connue aujourd'hui : Bayangam.
Bayangam est fondé aux environs du XVIe siècle par Fohom Tchueng, venu de Baham avec huit notables. La première chefferie sera installée dans le quartier Tchala et déplacée plus tard à Hiala sous le règne de Kom Mata, 8e Chef de la dynastie. En 2001, le village intronisera son 13e chef.

### Liste des chefs Bayangam
1. Feu Fohom Tchueng (début XVIe siècle)
2. Feu Teintsedo'o
3. Feu TCHUENDJO
4. Feu DJOUM
5. Feu Tchagne I
6. Feu Tchagne II
7. Feu Tchagne III
8. Feu Kom Mata
9. Feu Tchuente
10. Feu Kom Maleu (1884 - 1913)
11. Feu Kom Waindja (1913 - 1964)
12. Feu Pouokam Christophe (1964 - 2001)
13. Feu Pouokam II Georges Désiré (2001 - )

## Société
La société Bayangam est hiérarchisée, c'est une chefferie traditionnelle.

### Chefferie Bayangam
Le 5 avril 2001, Pouokam II Georges Désiré est intronisé et devient le 13e chef Bayangam. Il est assisté dans ses fonctions de chef de village par son  Kuipou (adjoint) Bakam Gerome. Titulaire d'une licence en économie internationale de l'Université de Yaoundé II, Pouokam II Georges Désiré devra abandonner son travail d'informaticien à l'université de Dschang pour assumer ses nouvelles responsabilités. Il est assisté par un conseil de MKam Veuh, héritiers des fondateurs de la chefferie ayant rang de notable. Le titre de Wabo est la plus haute distinction que le chef Bayangam peut décerner à un notable.

### Économie
Comme dans beaucoup de villages de l'ouest Cameroun, le jour du marché se tient de façon hebdomadaire. Le calendrier local comportant 8 jours par semaine, le marché aura lieu successivement les différents jours de la semaine classique. Les autres jours, il est possible de s'approvisionner dans des boutiques ou au petit marché qui a pris naissance autour du poste de péage routier situé dans le village, ou encore dans les villages voisins.
L'agriculture locale est, en grande partie, de subsistance. La pomme de terre est l'une des cultures principales. Le Tchou qui est un mélange de pommes pilées et de haricot frit dans de l'huile de palme est le plat traditionnel. Les cultures de rentes, notamment le café, arabica et robusta, ont été progressivement délaissées, à la suite de l'exode rural.
Bayangam possède aussi un attrait touristique, dû en partie à son relief accidenté. Le mont Kaa'la, la chefferie Bayangam ou la source Chie Mkaing Dok (chie désigne l'eau en langue locale) sont quelques exemples.

## Personnalités nées à Bayangam
- Ambroise Kom, écrivain et chercheur.
- Madeleine Tchuente, ministre de la recherche scientifique et de l'innovation.
- André Sohaing, homme d'affaires et maire de Bayangam.
- Elie Kayo, commerçant et entrepreneur, fondateur de Camlait.
- Colette Sohaing, entrepreneure, députée à l'Assemblée nationale.
- Pierre Flambeau Ngayap, pharmacien, sénateur, secrétaire national de l'UNDP, ancien directeur général de Rhône Poulenc Cameroun.

## Galerie photo

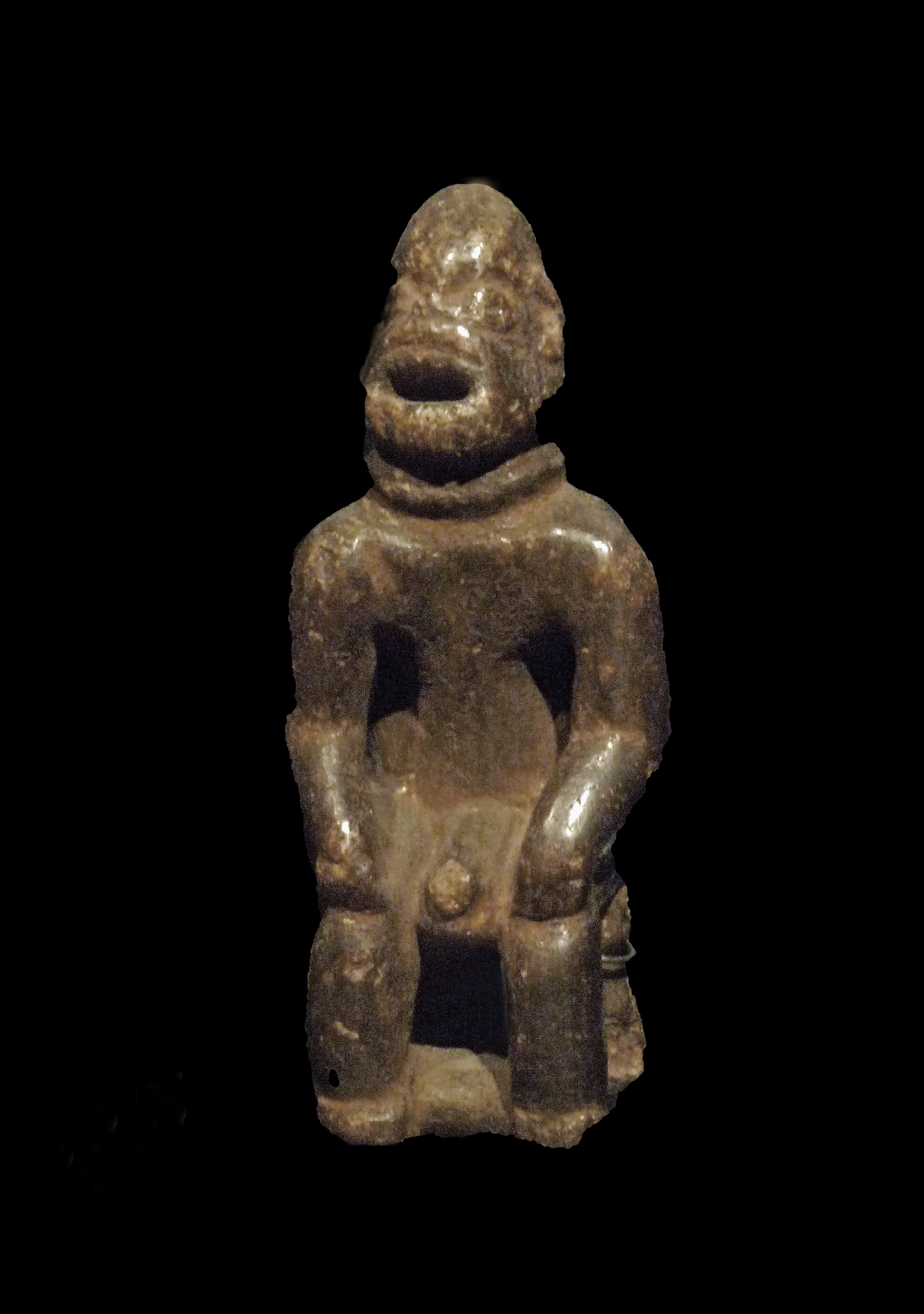
Statuette masculine Bayangam-Musée du quai Branly

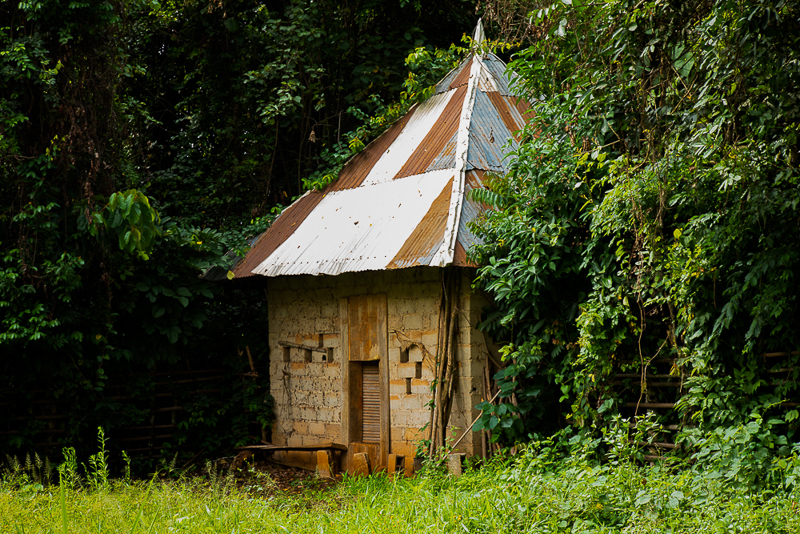
Bayangam

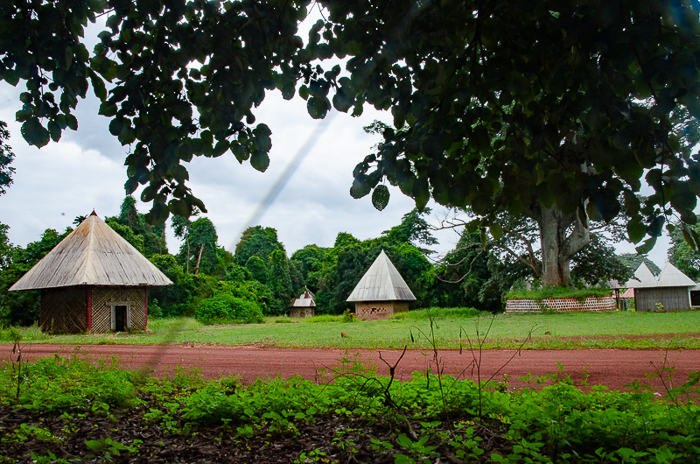
cases de bayangam